# Combining Grapheme Joiner
Combining grapheme joiner (CGJ) (česky kombinační spojovač grafémů) je znak Unicode  s kódem U+034F a HTML entitou &#847;. Není to tisknutelný znak a je ve výchozím stavu ignorován aplikacemi. Jméno tohoto znaku v angličtině je zavádějící jelikož nepopisuje jeho funkci a to proto že znak rozděluje grafémy. Jeho účelem je dělit znaky které by neměly být považovány za spřežku.
Například v češtině, je sled znaků c and h normálně považován za spřežku ch. Pokud se však rozdělí pomocí CGJ, budou považovány za dva grafémy.
Tento znak je také potřeba pro písma s komplexním rozložením. Například, ve většině případů psaní  hebrejského akcentu meteg by se měl psát zleva  samohláskové punktuace avšak ve výchozím stavu to většina textových rendrovacích systému vyrendruje i když je tento akcent napsán před samohláskou. Avšak v některých slovech klasické hebrejštiny se má meteg psát napravo od samohlásky, k správnému rendrování se musí vložit, CGJ mezi meteg a samohlásku. Pro porovnání:
| he + patach + meteg       | הַֽ‎ |
| he + meteg + patach       | הַֽ‎ |
| he + meteg + CGJ + patach | הֽ͏ַ‎ |

Tyto příklady nemusí být podporovány pokud na počítači není font který plně podporuje samohláskovou punktuaci. Doporučuje se font Ezra SIL SR. Tyto příklady se nemusí na všech počítačích/prohlížečích/operačních systémech/aplikacích zobrazit stejně.
V případě několika konsekutivních skládaných znaků, vkládaný znak CGJ indikuje že by skládané znaky neměly být předmětem kanonického přerovnání.
Porovnej s „nespojovačem s nulovou šířkou“ (zero-width non-joiner, ZWNJ) s kódem U+200C v rozsahu všeobecné interpunkce který zabraňuje tvoření ligatur což se neděje u CGJ.